# Эдвас
Эдвас или Бенераф — один из папуасских языков Индонезии. Эдвас, название бывшей деревни, — это родное название; «Бенераф», название одной из двух нынешних деревень, — это название, которое использовали соседние народы, а ранее голландцы. Стандарт ISO 639 путает его с бонерифом, другим языком той же семьи.